# Els homes d'Aran

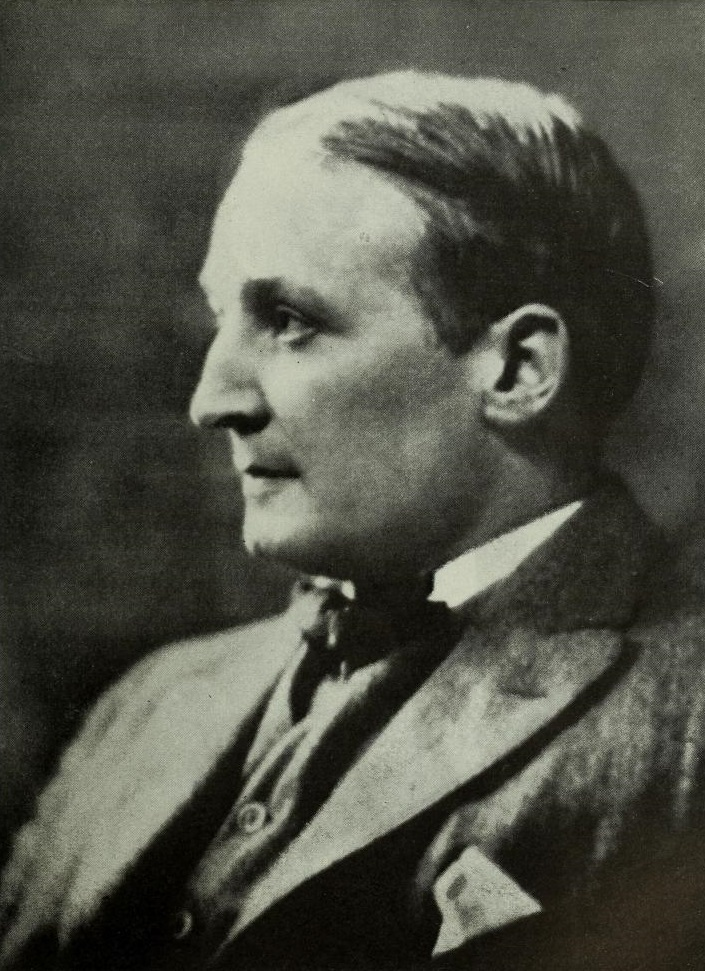
Retrat de Robert J. Flaherty.

Els homes d'Aran, (títol original, Man of Aran), és una pel·lícula documental de l'any 1934 dirigida per Robert J. Flaherty i produïda per Michael Balcon, que tracta de les condicions de la vida a les Illes Aran irlandeses abans de la modernització ocorreguda en els anys posteriors. Està parlada en anglès i gaèlic irlandès. Està subtitulada al català.

## Argument
Documenta, entre d'altres, les activitats pesqueres i el conreu de patates en sòls molt difícils pel fet de ser molt prims per haver-se format sota condicions càrstiques. A més caçaven taurons per fer-ne oli d'enllumenat amb els fetges, malgrat que això surti en la pel·lícula és una tècnica que ja no es practicava des de feia molts anys. Algunes parts del film són escenificades per exemple surt una família que en realitat no ho és.
Amb tot impressiona el drama, els paisatges espectaculars i la seva edició concisa.
La banda britànica de Rock British Sea Power va fer una nova banda sonora per aquest film, en DVD, l'any 2009.
Aquesta pel·lícula guanya la Copa Mussolini al Festival de Cinema de Venècia.

## Repartiment
- Colman 'Tiger' King — un home d'Aran
- Maggie Dirrane — La seva dona
- Michael Dillane — El seu fill
- Pat Mullin — Caçador de taurons
- Patch 'Red Beard' Ruadh — Caçador de taurons
- Patcheen Faherty — Caçador de taurons
- Tommy O'Rourke — Caçador de taurons
- 'Big Patcheen' Conneely of the West —
- Stephen Dirrane —
- Pat McDonough — Canoeman